# Сиота, Тихару
Тихару Сиота (яп. 塩田 千春 Сиота Тихару, род. в 1972 году в Осаке) — современная японская художница.

## Биография
Тихару Сиота изучала живопись в Киотском университете Сэйка (яп. 京都精華大学, 1992—1996), в 1994 году семестр по обмену привел её в Художественную школу в Канберре в Австралии, а затем в 1996 году она приехала в Германию, с 1997 по 1999 год она посещала Высшую школу изобразительных искусств в Брауншвейге. Она училась у Марины Абрамович (она собиралась учиться у польской художницы Магдалены Абаканович, но вследствие путаницы оказалась учащейся у Марины Абрамович) и Ребекки Хорн (Rebecca Horn), которые поддержали её на пути работы с представлениями о теле и его опыте в пространстве.
С 1999 года живёт в Берлине. В Германии Тихару Сиота получила признание ещё будучи студенткой, благодаря участию в групповых и персональных выставках. Выставки в Ludwig-Forum в Ахене, House of World Cultures в Берлине и Queensland Art Museum в Нью-Йорке, а также участие в Триеннале современного искусства в Иокогаме, способствовали её продвижению к международному признанию.

## Творчество
Центральное место в творчестве Тихару Сиоты занимают темы памяти и забвения, мечтаний и сна, следов прошлого и детства, тревог. Она начала работать с заполняющими комнаты инсталляциями, сделанными при помощи черных нитей, которые возникли из желания художницы «рисовать в воздухе», и послужили началом серий «Trauma/Alltag» и «State of Being». Эти коконы чёрной пряжи часто охватывают различные вещи из повседневной жизни — сгоревшее фортепиано, свадебное платье. Используя низкотехнологичные средства, японская художница достигает мощной визуализации состояния ума.
Работы Тихару Сиоты напоминают сети из шпагата Евы Хессе (Eva Hesse) и выразительность азиатской каллиграфии. Транскультурный опыт и обучение у Марины Абрамович также отразились в экспансивных в пространстве и объёме работах художницы.
Тихару Сиота не делает рисунков или заметок заранее, она работает непосредственно на месте экспозиции.

## Персональные выставки
| - 2009 — «Unconscious Anxiety» Galerie Christophe Gaillard, Париж - 2009 — Kenji Taki Gallery, Токио - 2009 — «Flowing Water» Nizayama Forest Art Museum, Тояма - 2009 — «a long day» Rotwand Gallery, Цюрих - 2008 — «waiting» Gallery Goff + Rosenthal, Нью-Йорк - 2008 — «inside / outside» Gallery Goff + Rosenthal, Берлин - 2008 — «Zustand des Seins / State of Being» CentrePasquArt, Биль - 2008 — «Breath of the Spirit» The National Museum of Art, Осака - 2008 — Kenji Taki Gallery, Нагоя - 2007 — «from in silence / art complex» Kanagawa Arts Foundation, Kenmin Hall, Канагава - 2007 — «Trauma / Alltag» Kenji Taki Gallery, Токио - 2006 — «Dialogue from DNA» Wildnis + Kunst, Саарбрюккен - 2006 — Kenji Taki Gallery, Токио - 2005 — «Zerbrochene Erinnerung» Kenji Taki Gallery, Токио - 2005 — «When Mind Become Form» Gallery Fleur, Kyoto Seika University, Киото | - 2005 — «During Sleep» Museum Moderner Kusnt Kärnten, Каринтия - 2005 — «RAUM / room» Haus am Lützowplatz, Берлин - 2004 — «Du côté de chez», церковь Sainte Marie Madeleine, Лилль - 2004 — «Dialogue from DNA» Manggha, Centre of Japanese Art and Technology, Краков - 2004 — «In Silence» Hiroshima City Museum of Contemporary Art, Хиросима - 2004 — Kenji Taki Gallery, Токио - 2003 — «The Way Into Silence» Württembergischer Kunstverein Stuttgart, Штутгарт - 2003 — «Bleibend von der Stimme …» Kenji Taki Gallery, Токио - 2003 — «In Silence» Kenji Taki Gallery, Нагоя - 2003 — «Dialogue from DNA» Centre for Contemporary Art Ujazdowski Castle, Варшава - 2002 — «Uncertain Daily Life» Kenji Taki Gallery, Токио - 2002 — «In Silence» Akademie Schloss Solitude, Штутгарт - 2001 — «Chiharu Shiota exhibition» Kenji Taki Gallery, Нагоя | - 2001 — «Under the Skin» Prüss & Ochs Gallery, Берлин - 2000 — «Breathing from Earth» Kunstraum Maximillianstrasse, Мюнхен - 2000 — «Bathroom & Bondage» Projectroom ARCO, Мадрид - 1999 — «Dialogue from DNA» Prüss & Ochs Gallery, Берлин - 1999 — «Where are you from?» Performance, K&S Galerie, Берлин - 1998 — «From Memory to Memory» Kunsthaus Tacheles, Берлин - 1997 — «Gods Play» Galerie C. Delank, Бремен - 1996 — «Similary» Akiyama Gallery, Токио - 1996 — «Direction of Consciousness» HfbK, Гамбург - 1996 — «Return to Consciousness» Galerie im Vorwerkstift, Гамбург - 1995 — «My existence as a physical extension» Hounenin Temple, Киото - 1994 — «Becoming painting» A.N.U. Canberra School of Art, Канберра - 1994 — «Accumulation» Hoya Galery, Канберра - 1993 — «Native-600Masks» Gallery Preview, Киото - 1992 — «Five Paintings» Shunjukan Gallery, Kyoto Seika University, Киото |

## Работы в публичных коллекциях
- Shiseido Art, Shizuoka House
- 21st Century Museum of Contemporary Art, Канадзава
- Centre Pasque Art, Биль
- The National Museum of Art, Осака
- The National Museum of Modern Art, Токио
- Sammlung Hoffmann Berlin, Берлин
- Museum für Neue Kunst Freiburg, Фрайбург
- KIASMA, Хельсинки